# Florian Wahl

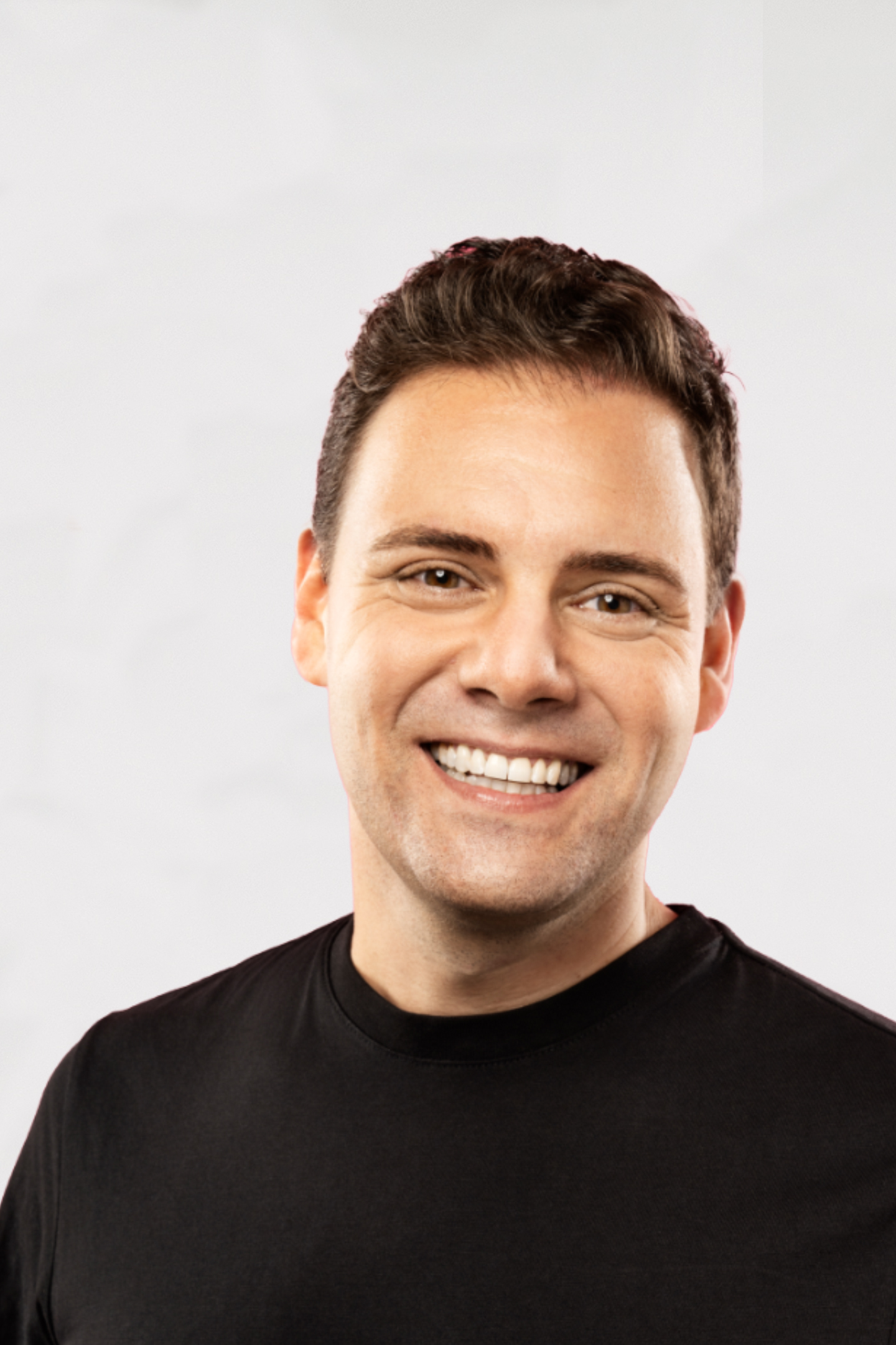
Florian Wahl (2013)

Florian Wahl (* 7. Juni 1984 in Stuttgart) ist ein deutscher Politiker (SPD). Er ist seit 2021 wieder Mitglied des Landtages von Baden-Württemberg, wie bereits von 2011 bis 2016. Er ist Vorsitzender des Ausschusses für Soziales, Gesundheit und Integration des Landtags von Baden-Württemberg.

## Leben und Beruf
Nach dem Abitur im Jahr 2004 in Böblingen absolvierte Wahl ein Studium der Politikwissenschaften und Anglistik an der Universität Tübingen, welches er mit dem Staatsexamen abschloss. Von 2008 bis 2010 war Wahl als parlamentarischer Mitarbeiter für die Abgeordneten Stephan Braun, Birgit Kipfer und seit 1. Januar 2010 für Tobias Brenner im Landtag von Baden-Württemberg tätig. Von Januar 2017 bis April 2021 war Wahl Leiter der Stabsstelle Kommunikation und Politik bei der Kassenzahnärztlichen Vereinigung Baden-Württemberg.
Florian Wahl ist evangelisch. In der Zeit von 2012 bis zum Frühjahr 2016 war er mit seiner damaligen Fraktionskollegin Katrin Altpeter liiert.

## Politik und Ehrenamt
Seit 2002 ist Florian Wahl Mitglied der SPD, seit 2004 Mitglied des Gemeinderats Böblingen und war in den Jahren 2009 bis 2014 Mitglied des Kreistags Böblingen. Er war viele Jahre Mitglied des SPD-Kreisvorstandes Böblingen und war bis 2011 Präside des Landesausschusses der Jusos Baden-Württemberg. Bei der Landtagswahl 2011 kandidierte er im Landtagswahlkreis Böblingen, erhielt 23,5 Prozent der abgegebenen Stimmen und errang damit das Zweitmandat. In der 15. Legislaturperiode des Landtags von Baden-Württemberg war Florian Wahl gesundheits- und jugendpolitischer Sprecher der SPD-Fraktion. Darüber hinaus vertrat er die SPD-Fraktion in der Enquetekommission „Pflege in Baden-Württemberg zukunftsorientiert und generationengerecht gestalten“. Bei der Landtagswahl 2016 kandidierte er wiederum im Wahlkreis Böblingen, verpasste aber mit 13,8 % der abgegebenen Stimmen den Wiedereinzug ins Parlament. Bei der Landtagswahl 2021 kandidierte er erneut im Wahlkreis Böblingen und erreichte mit 13,1 % der Stimmen über ein Zweitmandat den Wiedereinzug in den Landtag. Wahl wurde im Juni 2021 Mitglied im Ausschuss für Wirtschaft, Arbeit und Tourismus sowie im Ausschuss für Soziales, Gesundheit und Integration. Darüber hinaus wurde er zum Vorsitzenden des Sozialausschusses gewählt. Für die SPD-Fraktion bekleidet er außerdem die Ämter des arbeitsmarktpolitischen Sprechers, des Sprechers für Gesundheit und Pflege sowie des queerpolitischer Sprechers.
Wahl bekleidete mehrere Jahre verschiedene Funktionen im Evangelischen Jugendwerk Böblingen sowie des Stadtjugendrings Böblingen. Er war von 2011 bis 2018 Vorsitzender des SPD-Stadtverbandes Böblingen. Im Jahr 2013 wurde er in die Landessynode der Evangelischen Landeskirche in Württemberg gewählt. Seit 2018 ist er Mitglied des Landesvorstands der SPD Baden-Württemberg.
Wahl war 2011/12 im Young-Leaders-Programm des deutsch-amerikanischen Netzwerks Atlantik-Brücke.